# 杨扶青
杨扶青（1891年5月10日—1978年2月22日），河北乐亭人，中华人民共和国政治人物。

## 生平
早年就学于天津水产学校，并结识周恩来，后留学日本。1920年回国，历任昌黎新中罐头公司董事长、总经理，中华职业教育社广西分社副主任，重庆中国工业合作协会副总干事，河北垦业农场副场长。中华人民共和国成立后，历任政务院参事室参事，河北省水产局局长
、农林厅副厅长、商业厅副厅长，直至中华人民共和国水产部副部长等职。
曾担任中国水产学会第一届理事长。 1978年2月去世。